# Villécloye
Villécloye település Franciaországban, Meuse megyében. Lakosainak száma 250 fő (2022. január 1.). Villécloye Bazeilles-sur-Othain, Montmédy, Velosnes és Verneuil-Grand községekkel határos.

## Népesség
A település népessége az elmúlt években az alábbi módon változott:
| Lakosok száma | 194  | 174  | 192  | 234  | 264  | 268  | 265  | 267  | 268  | 250  |
|               | 1968 | 1982 | 1990 | 2006 | 2013 | 2015 | 2017 | 2019 | 2020 | 2022 |